# Desmochaeta distorta
Desmochaeta distorta är en amarantväxtart som beskrevs av William Philip Hiern. Desmochaeta distorta ingår i släktet Desmochaeta och familjen amarantväxter. Inga underarter finns listade i Catalogue of Life.